# I. Gennadiosz konstantinápolyi pátriárka
I. (Szent) Gennadiosz (ógörögül: Γεννάδιος, latinul: Gennadius), (? – 471. november 17.) konstantinápolyi pátriárka 458-tól haláláig.

## Élete
Gennadiosz származásáról semmit sem tudni. Először 431-ben tűnt fel a neve: a Hagia Szophia templom papjaként működött. Anatoliosz után lett 458-ban Konstantinápoly pátriárkája, Nagy Leó római pápasága idején. Szelíd, tiszta életű és önmegtagadást gyakorló emberként ismerték, aki fáradhatatlanul dolgozott a papság jobbá tételében és lelki nyájának oktatásában. Keményen küzdött a szimónia elharapódzása ellen, ugyanakkor elfogadó volt a eretnekségek képviselőivel. Elhatározta, hogy csak a Zsoltároskönyvet (gör. Pszalterion) kívülről tudó jelölteket szenteli pappá. Ellenezte Oszlopos Szent Dániel életmódját, végül azonban pont neki kellett megáldoztatnia León császár parancsára az aszkétát. Működése alatt alapította Sztudiosz consul a később oly híressé vált, Keresztelő Szent Jánosról nevezett monostort, a Sztudiont.
Úgy tartják, hogy Gennadioszt szent élete miatt Isten a csodatevés adományával tüntette ki, mely két esetben nyilvánult meg. 13 évnyi kormányzás után hunyt el 471-ben. Az ortodox egyház szentként tiszteli, és ünnepét augusztus 31. napján üli meg. A Római Martyrologium ugyanakkor nem tartalmazza a nevét.

## Művei
Ismeretes, hogy Gennadiosz Magyarázatokat írt Szent Pál apostol valamennyi leveléhez, valamint a Zsoltárok könyvéhez. Ezek az írások néhány töredék kivételével – melyeket a Patrologia Graeca 85. kötete tartalmaz – elvesztek.